# Serrat de Bords
El Serrat de Bords és una serra situada al municipi d'Alins a la comarca del Pallars Sobirà, amb una elevació màxima de 2.375 metres.